# Heteronychia chapini
Heteronychia chapini är en tvåvingeart som först beskrevs av Charles Howard Curran 1934.  Heteronychia chapini ingår i släktet Heteronychia och familjen köttflugor. Inga underarter finns listade i Catalogue of Life.